# San Pedro de Urabá
San Pedro de Urabá là một khu tự quản thuộc tỉnh Antioquia, Colombia. Thủ phủ của khu tự quản San Pedro de Urabá đóng tại San Pedro de Urabá Khu tự quản San Pedro de Urabá có diện tích 476 ki lô mét vuông. Đến thời điểm ngày 28 tháng 5 năm 2005, khu tự quản San Pedro de Urabá có dân số 23226 người.